# Saint Croix, Insulele Virgine Americane
Saint Croix aparține de Insulele Virgine Americane, ea fiind cu suprafața 213 km² de cea mai mare dintre insule. Saint Croix are o populație de 53.000 loc. aceștia fiind numiți "crucians".

## Date geografice
Din punct geografic fiind foarte departe, insula nu aparține de Insulele Virgine, fiind considerată greșit în 1493 de Cristofor Columb. Saint Croix are o lungime pe direcția est-vest de 45 km și o lățime de 11 km. Punctul cel mai înalt al insulei fiind Mount Eagle cu altitudinea de 355 m deasupra n.m.. Pe insulă se află două orașe mai importante Christiansted (2630 loc.) și Frederiksted (730 loc.)